# Llista d'asteroides/137701-137800
| Nom      | Designació provisional | Data de descobriment   | Lloc de descobriment | Descobridor/s |
| -------- | ---------------------- | ---------------------- | -------------------- | ------------- |
| 137701 - | 1999 XR73              | 7 de desembre de 1999  | Socorro              | LINEAR        |
| 137702 - | 1999 XZ75              | 7 de desembre de 1999  | Socorro              | LINEAR        |
| 137703 - | 1999 XE78              | 7 de desembre de 1999  | Socorro              | LINEAR        |
| 137704 - | 1999 XV78              | 7 de desembre de 1999  | Socorro              | LINEAR        |
| 137705 - | 1999 XL81              | 7 de desembre de 1999  | Socorro              | LINEAR        |
| 137706 - | 1999 XB83              | 7 de desembre de 1999  | Socorro              | LINEAR        |
| 137707 - | 1999 XJ83              | 7 de desembre de 1999  | Socorro              | LINEAR        |
| 137708 - | 1999 XK89              | 7 de desembre de 1999  | Socorro              | LINEAR        |
| 137709 - | 1999 XX89              | 7 de desembre de 1999  | Socorro              | LINEAR        |
| 137710 - | 1999 XH93              | 7 de desembre de 1999  | Socorro              | LINEAR        |
| 137711 - | 1999 XJ96              | 7 de desembre de 1999  | Socorro              | LINEAR        |
| 137712 - | 1999 XU96              | 7 de desembre de 1999  | Socorro              | LINEAR        |
| 137713 - | 1999 XX96              | 7 de desembre de 1999  | Socorro              | LINEAR        |
| 137714 - | 1999 XY96              | 7 de desembre de 1999  | Socorro              | LINEAR        |
| 137715 - | 1999 XA98              | 7 de desembre de 1999  | Socorro              | LINEAR        |
| 137716 - | 1999 XG98              | 7 de desembre de 1999  | Socorro              | LINEAR        |
| 137717 - | 1999 XT101             | 7 de desembre de 1999  | Socorro              | LINEAR        |
| 137718 - | 1999 XA102             | 7 de desembre de 1999  | Socorro              | LINEAR        |
| 137719 - | 1999 XS102             | 7 de desembre de 1999  | Socorro              | LINEAR        |
| 137720 - | 1999 XU102             | 7 de desembre de 1999  | Socorro              | LINEAR        |
| 137721 - | 1999 XW103             | 7 de desembre de 1999  | Socorro              | LINEAR        |
| 137722 - | 1999 XN104             | 7 de desembre de 1999  | Socorro              | LINEAR        |
| 137723 - | 1999 XR107             | 4 de desembre de 1999  | Catalina             | CSS           |
| 137724 - | 1999 XW111             | 7 de desembre de 1999  | Socorro              | LINEAR        |
| 137725 - | 1999 XY111             | 7 de desembre de 1999  | Socorro              | LINEAR        |
| 137726 - | 1999 XL115             | 4 de desembre de 1999  | Catalina             | CSS           |
| 137727 - | 1999 XG117             | 5 de desembre de 1999  | Catalina             | CSS           |
| 137728 - | 1999 XP117             | 5 de desembre de 1999  | Catalina             | CSS           |
| 137729 - | 1999 XW118             | 5 de desembre de 1999  | Catalina             | CSS           |
| 137730 - | 1999 XR121             | 5 de desembre de 1999  | Catalina             | CSS           |
| 137731 - | 1999 XW121             | 7 de desembre de 1999  | Catalina             | CSS           |
| 137732 - | 1999 XY121             | 7 de desembre de 1999  | Catalina             | CSS           |
| 137733 - | 1999 XG122             | 7 de desembre de 1999  | Catalina             | CSS           |
| 137734 - | 1999 XC123             | 7 de desembre de 1999  | Catalina             | CSS           |
| 137735 - | 1999 XF124             | 7 de desembre de 1999  | Catalina             | CSS           |
| 137736 - | 1999 XX125             | 7 de desembre de 1999  | Catalina             | CSS           |
| 137737 - | 1999 XD128             | 7 de desembre de 1999  | Socorro              | LINEAR        |
| 137738 - | 1999 XK130             | 12 de desembre de 1999 | Socorro              | LINEAR        |
| 137739 - | 1999 XO130             | 12 de desembre de 1999 | Socorro              | LINEAR        |
| 137740 - | 1999 XN131             | 12 de desembre de 1999 | Socorro              | LINEAR        |
| 137741 - | 1999 XA135             | 6 de desembre de 1999  | Socorro              | LINEAR        |
| 137742 - | 1999 XH136             | 13 de desembre de 1999 | Socorro              | LINEAR        |
| 137743 - | 1999 XE138             | 2 de desembre de 1999  | Kitt Peak            | Spacewatch    |
| 137744 - | 1999 XU138             | 5 de desembre de 1999  | Kitt Peak            | Spacewatch    |
| 137745 - | 1999 XY141             | 12 de desembre de 1999 | Socorro              | LINEAR        |
| 137746 - | 1999 XP153             | 7 de desembre de 1999  | Socorro              | LINEAR        |
| 137747 - | 1999 XC154             | 8 de desembre de 1999  | Socorro              | LINEAR        |
| 137748 - | 1999 XQ154             | 8 de desembre de 1999  | Socorro              | LINEAR        |
| 137749 - | 1999 XR154             | 8 de desembre de 1999  | Socorro              | LINEAR        |
| 137750 - | 1999 XB157             | 8 de desembre de 1999  | Socorro              | LINEAR        |
| 137751 - | 1999 XB159             | 8 de desembre de 1999  | Socorro              | LINEAR        |
| 137752 - | 1999 XU160             | 8 de desembre de 1999  | Socorro              | LINEAR        |
| 137753 - | 1999 XP161             | 13 de desembre de 1999 | Socorro              | LINEAR        |
| 137754 - | 1999 XY162             | 8 de desembre de 1999  | Kitt Peak            | Spacewatch    |
| 137755 - | 1999 XB164             | 8 de desembre de 1999  | Socorro              | LINEAR        |
| 137756 - | 1999 XZ166             | 10 de desembre de 1999 | Socorro              | LINEAR        |
| 137757 - | 1999 XK171             | 10 de desembre de 1999 | Socorro              | LINEAR        |
| 137758 - | 1999 XH173             | 10 de desembre de 1999 | Socorro              | LINEAR        |
| 137759 - | 1999 XM173             | 10 de desembre de 1999 | Socorro              | LINEAR        |
| 137760 - | 1999 XF176             | 10 de desembre de 1999 | Socorro              | LINEAR        |
| 137761 - | 1999 XG177             | 10 de desembre de 1999 | Socorro              | LINEAR        |
| 137762 - | 1999 XM179             | 10 de desembre de 1999 | Socorro              | LINEAR        |
| 137763 - | 1999 XW179             | 10 de desembre de 1999 | Socorro              | LINEAR        |
| 137764 - | 1999 XX179             | 10 de desembre de 1999 | Socorro              | LINEAR        |
| 137765 - | 1999 XT182             | 12 de desembre de 1999 | Socorro              | LINEAR        |
| 137766 - | 1999 XM184             | 12 de desembre de 1999 | Socorro              | LINEAR        |
| 137767 - | 1999 XG186             | 12 de desembre de 1999 | Socorro              | LINEAR        |
| 137768 - | 1999 XU187             | 12 de desembre de 1999 | Socorro              | LINEAR        |
| 137769 - | 1999 XU189             | 12 de desembre de 1999 | Socorro              | LINEAR        |
| 137770 - | 1999 XD195             | 12 de desembre de 1999 | Socorro              | LINEAR        |
| 137771 - | 1999 XS196             | 12 de desembre de 1999 | Socorro              | LINEAR        |
| 137772 - | 1999 XZ197             | 12 de desembre de 1999 | Socorro              | LINEAR        |
| 137773 - | 1999 XM216             | 13 de desembre de 1999 | Kitt Peak            | Spacewatch    |
| 137774 - | 1999 XP217             | 13 de desembre de 1999 | Kitt Peak            | Spacewatch    |
| 137775 - | 1999 XH218             | 13 de desembre de 1999 | Kitt Peak            | Spacewatch    |
| 137776 - | 1999 XJ218             | 13 de desembre de 1999 | Kitt Peak            | Spacewatch    |
| 137777 - | 1999 XN218             | 13 de desembre de 1999 | Kitt Peak            | Spacewatch    |
| 137778 - | 1999 XL220             | 12 de desembre de 1999 | Socorro              | LINEAR        |
| 137779 - | 1999 XL221             | 15 de desembre de 1999 | Socorro              | LINEAR        |
| 137780 - | 1999 XO223             | 13 de desembre de 1999 | Kitt Peak            | Spacewatch    |
| 137781 - | 1999 XX224             | 13 de desembre de 1999 | Kitt Peak            | Spacewatch    |
| 137782 - | 1999 XF226             | 14 de desembre de 1999 | Kitt Peak            | Spacewatch    |
| 137783 - | 1999 XQ226             | 14 de desembre de 1999 | Kitt Peak            | Spacewatch    |
| 137784 - | 1999 XV228             | 14 de desembre de 1999 | Kitt Peak            | Spacewatch    |
| 137785 - | 1999 XB234             | 4 de desembre de 1999  | Anderson Mesa        | LONEOS        |
| 137786 - | 1999 XE237             | 5 de desembre de 1999  | Kitt Peak            | Spacewatch    |
| 137787 - | 1999 XV237             | 5 de desembre de 1999  | Catalina             | CSS           |
| 137788 - | 1999 XP238             | 4 de desembre de 1999  | Kitt Peak            | Spacewatch    |
| 137789 - | 1999 XF239             | 5 de desembre de 1999  | Catalina             | CSS           |
| 137790 - | 1999 XJ239             | 7 de desembre de 1999  | Catalina             | CSS           |
| 137791 - | 1999 XR242             | 13 de desembre de 1999 | Socorro              | LINEAR        |
| 137792 - | 1999 XP245             | 5 de desembre de 1999  | Socorro              | LINEAR        |
| 137793 - | 1999 XU250             | 5 de desembre de 1999  | Kitt Peak            | Spacewatch    |
| 137794 - | 1999 XK252             | 9 de desembre de 1999  | Kitt Peak            | Spacewatch    |
| 137795 - | 1999 XM252             | 12 de desembre de 1999 | Kitt Peak            | Spacewatch    |
| 137796 - | 1999 XB254             | 12 de desembre de 1999 | Kitt Peak            | Spacewatch    |
| 137797 - | 1999 XS255             | 4 de desembre de 1999  | Kitt Peak            | Spacewatch    |
| 137798 - | 1999 XH256             | 7 de desembre de 1999  | Socorro              | LINEAR        |
| 137799 - | 1999 YB                | Anderson Mesa          | LONEOS               |               |
| 137800 - | 1999 YE                | Socorro                | LINEAR               |               |